# Léon Bel
Léon Bel, né Léon-Amant-Désiré Bel le 28 juillet 1878 à Orgelet dans le Jura et mort le 19 juillet 1957 à Paris (7e arrondissement) est un industriel et homme d'affaires français. Il est le fondateur de La vache qui rit. 

## Biographie
En 1865, son père Jules Bel installe à Orgelet un commerce de négoce et d'affinage de meules de comté. En 1898, ses fils Léon et Henri quittent Orgelet et fondent la société Bel frères à Lons-le-Saunier, Henri se retire de l'entreprise en 1910.  
En 1921, Léon Bel lance le fromage fondu à base de crème de gruyère et crée la célèbre Vache qui rit. L'idée lui est venue durant la Première guerre mondiale, alors qu'il est soldat affecté au train des équipages militaires, chargé du transport pour l'armée de terre. Ce régiment compte diverses unités, parmi lesquelles le RVF (Ravitaillement en Viande Fraîche), dont l'emblème est un bœuf hilare dessiné par Benjamin Rabier. Dans le même temps, un nouveau produit se développe en Suisse : le fromage fondu. La famille suisse Graf l'importe d'ailleurs dans le Jura en 1916. Léon Bel a l'idée de réutiliser l'image de la vache riante de Rabier qu'il avait remarquée sur les camions de ravitaillement pendant la guerre 14-18, pour en faire l'emblème de son produit. Il fait appel à Rabier qui reprend son dessin original et l'affuble de boucles d'oreilles, sur les conseils de sa femme, afin de ' féminiser ' l'animal. Léon Bel en achète les droits pour 1000 francs. 
En 1926, il fait construire une vaste usine à Lons-le-Saunier, non loin de la gare, la production atteint alors 20 tonnes par jour. En 1931, les marques Bombel et Babybel sont créées, plus tard, dans les années 1960, ce seront les apéricubes. La Vache qui rit connaît un immense succès; rapidement, la marque s’est étendue à travers le monde entier, en commençant par l’Angleterre en 1929 et la Belgique en 1933. Léon Bel s'est retiré de l'entreprise en 1937 au profit de son gendre Robert Fiévet. Il a été juge du tribunal de commerce de Lons-le-Saunier, membre de la chambre de commerce du Jura et conseiller du commerce extérieur. Léon Bel a beaucoup utilisé la publicité en apposant l'image de sa marque sur des objets pour les enfants (buvards, protège-cahiers, portemines), la mascotte de la Vache qui rit a fait partie de la caravane publicitaire du Tour de France. 
Dans les années 1950, elle apparaît dans des films publicitaires au cinéma et puis à la télévision. Au fil du temps, le dessin ne changera que très peu : les cornes sont raccourcies et arrondies. Il existe La Maison de La Vache qui rit, musée et centre d'exposition à Lons-le-Saunier. Léon Bel est mort à Paris le 19 juillet 1957 et inhumé à Lons -le-Saunier. Il était officier de la légion d'honneur,.